# Hardernitzen
Hardernitzen, früher auch andere Schreibweisen wie Hardermützen, Hadermizen und Hadernitzen, ist eine Ortschaft in der Gemeinde Weitensfeld im Gurktal im Bezirk St. Veit an der Glan in Kärnten. Die Ortschaft hat 56 Einwohner (Stand 1. Jänner 2024).

## Lage

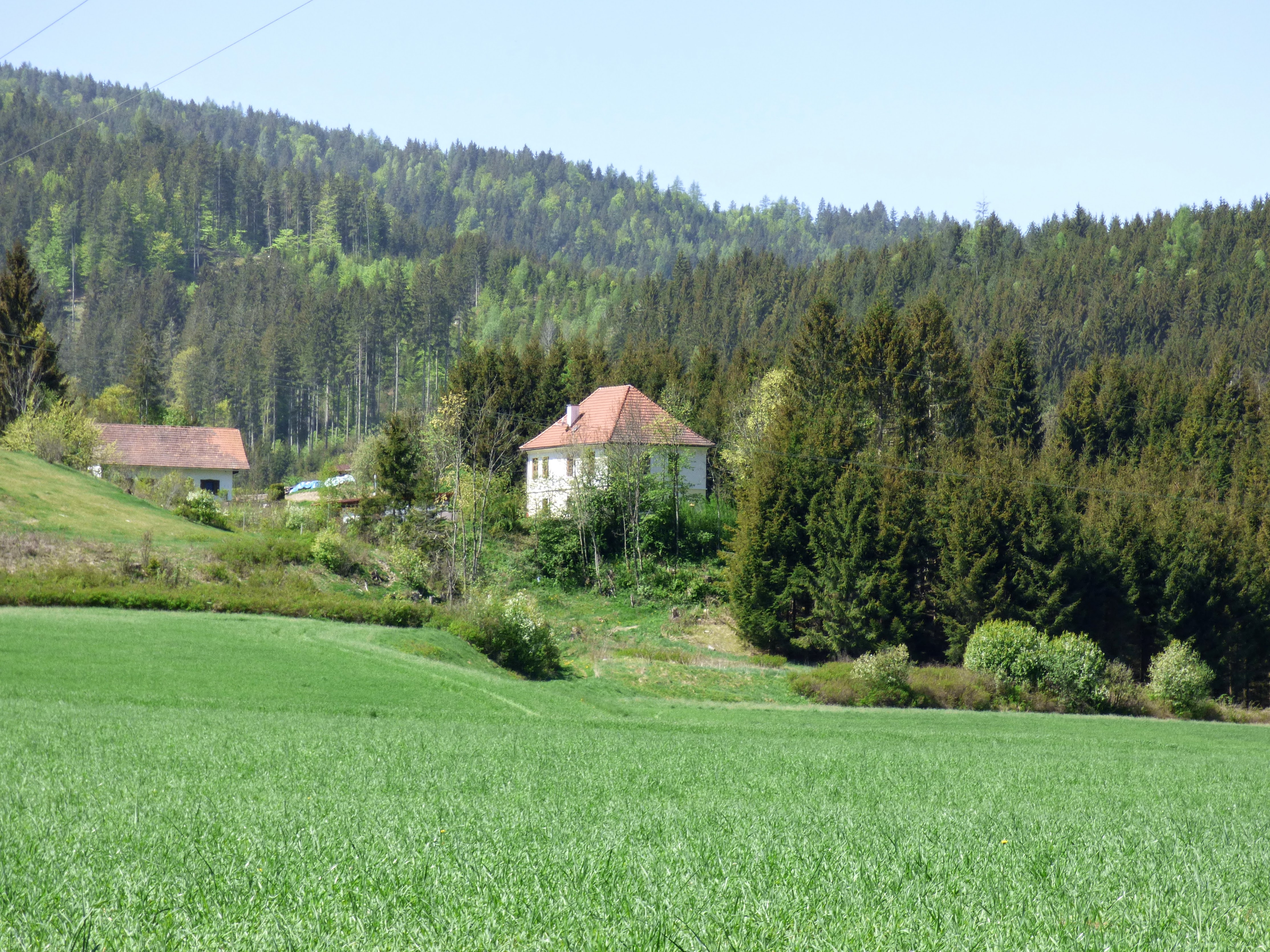
Granglitzhof

Hardernitzen liegt rechts der Gurk, gegenüber des Gemeindeshauptorts Weitensfeld, auf dem Gebiet der Katastralgemeinden Linder und Weitensfeld.
Zur Ortschaft gehören unter anderem der Granglitzhof (Granglitzweg Nr. 1 und 3), Hochackerhube (Pisweger Straße Nr. 2), Schwarzkeusche und Messnerkeusche (Magdalenenstraße Nr. 11 und 13) sowie eine neuere Einfamilienhaussiedlung bei der Filialkirche St. Magdalena. Der Gemeindehauptort Weitensfeld, der ursprünglich nur links der Gurk lag, hat sich seit der Mitte des 20. Jahrhunderts nach und nach weit hinüber auf die rechte Seite der Gurk ausgedehnt, so dass die Ortschaften Weitensfeld und Hardernitzen nun zusammengewachsen sind.

## Geschichte

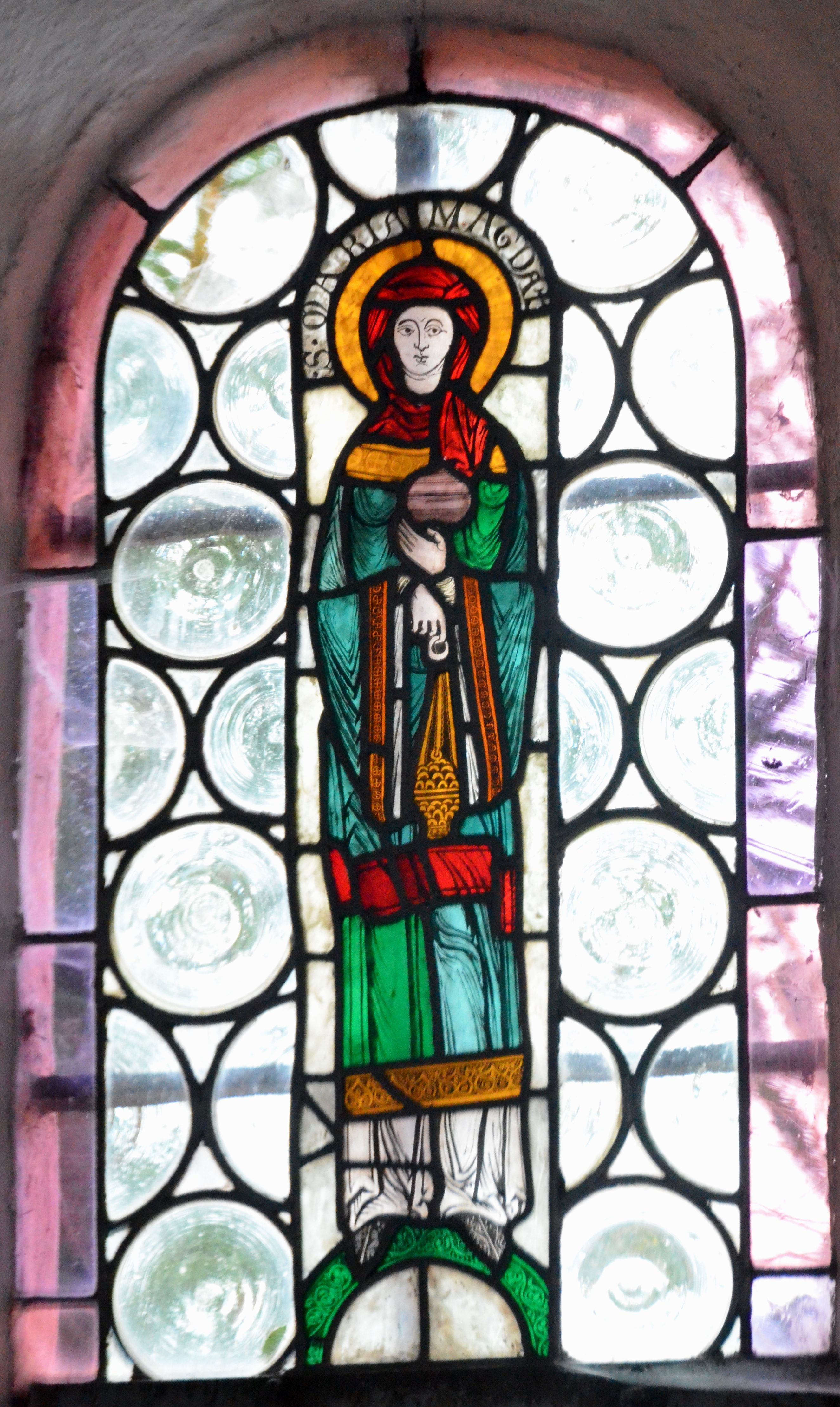
Magdalenenscheibe in der Kirche St. Magdalena

Der Ortsname soll sich vom Vergleich des örtlichen Kapellenhügels mit einer Waldhütermütze (hardaere = mittelhochdeutsch für Waldbewohner, Waldhüter) ableiten.
Die Filialkirche St. Magdalena wurde im 12. Jahrhundert errichtet. Im 14. Jahrhundert wird ein im Besitz des Stiftes Gurk befindlicher Turm an der Granglitz erwähnt, am Standort des heutigen Granglitzhofs.
Bei Gründung der Ortsgemeinden Mitte des 19. Jahrhunderts kam Hardernitzen an die Gemeinde Weitensfeld.
Über den Diebstahl des ältesten Glasgemäldes Österreich aus der Filialkirche St. Magdalena, die Aufklärung des Diebstahls und den damit in Verbindung stehenden Strafprozess wurde 1931 österreichweit ausführlich berichtet.
Bei der Kärntner Gemeindestrukturreform von 1973 kam Hardernitzen an die damals neu errichtete Gemeinde Weitensfeld-Flattnitz, bei deren Auflösung 1991 wieder zur Gemeinde Weitensfeld im Gurktal.

## Bevölkerungsentwicklung
Für die Ortschaft ermittelte man folgende Einwohnerzahlen:
- 1869: 8 Häuser, 48 Einwohner[4]
- 1880: 7 Häuser, 53 Einwohner[5]
- 1890: 6 Häuser, 22 Einwohner[6]
- 1900: 7 Häuser, 52 Einwohner[7]
- 1910: 7 Häuser, 44 Einwohner[8]
- 1923: 7 Häuser, 37 Einwohner[9]
- 1934: 55 Einwohner[10]
- 1961: 10 Häuser, 53 Einwohner[11]
- 2001: 26 Gebäude (davon 24 mit Hauptwohnsitz) mit 29 Wohnungen; 70 Einwohner und 9 Nebenwohnsitzfälle; 28 Haushalte; 1 Arbeitsstätte, 6 land- und forstwirtschaftliche Betriebe[12]
- 2011: 25 Gebäude, 63 Einwohner, 27 Haushalte, 3 Arbeitsstätten[13]
- 2021: 28 Gebäude, 61 Einwohner, 27 Haushalte, 4 Arbeitsstätten[14]